# Governo de Salvação Nacional da Sérvia
O Governo de Salvação Nacional (em sérvio:  Влада народног спаса, transl. Vlada narodnog spasa, (VNS); em alemão:  Regierung der nationalen Rettung), também conhecido como Governo de Nedić (Недићева влада, Nedićeva vlada) e Regime de Nedić (Недићев режим, Nedićev režim), foi o nome coloquial do segundo governo fantoche colaboracionista sérvio (depois do Governo Comissário) estabelecido no território da Sérvia ocupado pelos alemães  durante a Segunda Guerra Mundial na Iugoslávia. Nomeado pelo Comandante Militar Alemão na Sérvia, operou de 29 de agosto de 1941 a 4 de outubro de 1944. Ao contrário do Estado Independente da Croácia, o regime na Sérvia ocupada nunca obteve estatuto no direito internacional e não gozou de reconhecimento diplomático formal das Potências do Eixo. 
Embora o regime fosse tolerado por muitos sérvios que viviam no território ocupado e até apoiado ativamente por uma parte da população sérvia, era impopular para a maioria da população que apoiava uma das duas facções que inicialmente foram consideradas ligadas ao Potências Aliadas, os Partisans Iugoslavos ou os Monarquistas Chetniks.    O primeiro-ministro foi o general Milan Nedić. O Governo de Salvação Nacional foi evacuado de Belgrado através de Budapeste para Kitzbühel na primeira semana de outubro de 1944, antes que a retirada alemã do território ocupado estivesse completa.

## História

### Formação

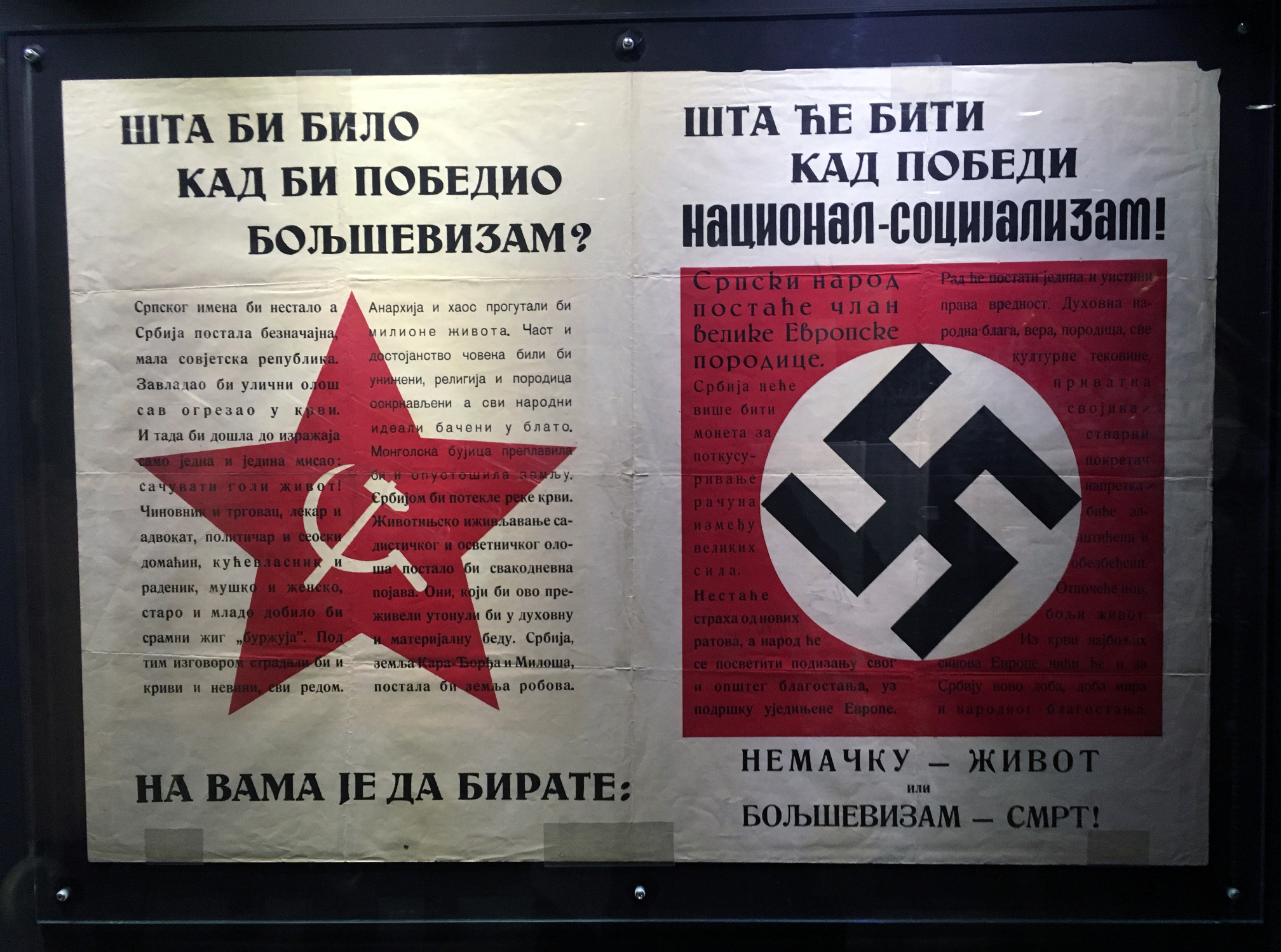
Um pôster de propaganda do governo Nedić descrevendo o futuro negativo para a Sérvia se o bolchevismo vencesse a guerra e os resultados positivos se o nazismo alcançasse a vitória

Após a invasão da Iugoslávia pelo Eixo em abril de 1941, a Alemanha colocou a Sérvia sob a autoridade de um governo militar para manter o controle sobre recursos importantes. Estas incluíam duas grandes rotas de transporte, a hidrovia do rio Danúbio e a linha férrea que liga a Europa à Bulgária e à Grécia, juntamente com os metais não ferrosos que a Sérvia produzia. Os alemães criaram um governo fantoche para evitar ocupar demasiada mão-de-obra alemã.  O primeiro governo fantoche foi o Governo Comissário de curta duração, estabelecido em 30 de maio de 1941 sob Milan Aćimović. Ele era anticomunista e esteve em contato com a polícia alemã antes da guerra. Seu gabinete consistia de nove membros, muitos dos quais eram ex-membros do gabinete do Reino da Iugoslávia e eram conhecidos por serem pró-alemães. O regime carecia de qualquer poder real e não passava de um instrumento dos alemães. Quando os partisans comunistas iugoslavos iniciaram uma insurgência contra os ocupantes alemães e o governo Aćimović, Harald Turner, um comandante da SS na administração militar alemã, sugeriu fortalecer e reformar a administração. O general Milan Nedić, ex-chefe do Estado-Maior do Exército Real Iugoslavo, foi escolhido para ser o chefe do novo governo.
Em 29 de agosto de 1941, Nedić foi empossado como primeiro-ministro após a renúncia do Comissário da Administração. Os alemães ameaçaram trazer tropas búlgaras para ocupar toda a Sérvia, incluindo Belgrado, se ele não aceitasse.  O regime foi tolerado por uma parcela significativa da população e até apoiado com entusiasmo por uma parte da população e por certas camadas sociais, embora tenha permanecido impopular junto à maioria do povo sérvio. Aqueles que apoiaram o regime vieram da classe militar, da burocracia estatal, da intelectualidade sérvia e de parte da população em geral.  A popularidade do regime por parte da população foi minimizada na era pós-guerra, tanto pelos nacionalistas sérvios como pelo discurso oficial iugoslavo.  Seu primeiro gabinete incluiu quinze membros. Os alemães ficaram particularmente impressionados com a sua reputação como homem de autoridade, embora o regime não tivesse qualquer reputação internacional, mesmo entre as potências do Eixo. Embora Heinrich Danckelmann, o comandante militar na Sérvia, tenha prometido dar a Nedić e ao seu governo um elevado grau de autoridade e independência, o acordo nunca foi escrito, pelo que os acordos orais foram nulos depois de Danckelmann ter sido substituído pelo general Franz Böhme. Embora Turner tenha tentado convencer os sucessores de Danckellmann a conceder mais poder ao Governo de Salvação Nacional, seus pedidos foram ignorados. Eles permitiram-lhe organizar uma Guarda Estatal Sérvia (Srpska državna straža, SDS), unificando a gendarmaria sérvia e outras formações. 

### Poder minguante
No seu primeiro discurso de rádio na Rádio Belgrado, Nedić condenou a resistência liderada pelos comunistas e deu-lhes um ultimato para deporem as armas. Nedić logo perdeu o controle da Guarda do Estado, quando, em 22 de janeiro de 1942, o General August Meyszner, o Superior SS e Líder da Polícia na Sérvia, assumiu o comando dela. O Governo de Salvação Nacional perdeu gradualmente mais poder para os alemães, que intervieram até nas mais pequenas decisões que tomou. O já pequeno número de seguidores de Nedić entre os sérvios diminuiu ainda mais como resultado desta fraqueza. Ele tentou renunciar duas vezes, mas em todas elas acabou mudando de ideia e retirando a renúncia. Nedić também acabou reorganizando o seu gabinete, destituindo dois ministros em outubro de 1942 e vários outros em novembro de 1943, altura em que também assumiu o cargo de ministro do Interior. 
Dimitrije Ljotić, o líder de um dos mais eficazes destacamentos antipartidários, o Corpo de Voluntários Sérvio (Srpski dobrovoljački korpus, SDK), manteve algum grau de influência sobre o primeiro-ministro, embora se recusasse a assumir ele próprio uma posição governamental. Nedić disse uma vez a Turner que Ljotić seria um bom sucessor no caso da sua saída. A princípio, o SDK não fazia parte da SS ou da Wehrmacht; em vez disso, era nominalmente dirigido pelo governo fantoche e pago pelo governo.  Em 1944, tornou-se oficialmente parte da Waffen-SS, e como o fim da guerra se aproximava, não havia tempo nem suprimentos suficientes para equipá-lo com uniformes SS, então o SDK permaneceu com uniformes principalmente italianos/iugoslavos.
As relações entre o governo sérvio e as forças de ocupação búlgaras na Sérvia foram tensas. Um coronel da 6ª Divisão Búlgara observou que a população local odiava os búlgaros tanto quanto odiava os alemães.  Nedić queixava-se frequentemente da sua presença aos alemães e exigia que os búlgaros se retirassem da Sérvia. 
No Banato, foi estabelecido um regime especial, administrado pela minoria alemã local. O governo fantoche sérvio reconheceu-a como a administração civil da região, sob o controlo nominal de Belgrado. Lá foi criado um destacamento da SDS, a Guarda Estatal de Banat, que recrutou seus membros entre os alemães étnicos locais. Tinha 94 oficiais e 846 soldados rasos em março de 1942. 
Em março de 1942, face à crescente impopularidade do governo, Nedić enviou um memorando aos alemães com sugestões para melhorar a sua posição. Incluíam a realização de eleições para um chefe de estado, a formação de um único partido político nacional, a atribuição do comando do SDS ao chefe de estado, a interferência apenas nos níveis mais elevados do governo sérvio para lhes dar mais liberdade para trabalhar com o povo sérvio, e retirada das forças búlgaras da Sérvia. O general Paul Bader, o novo comandante militar na Sérvia, fez Turner falar com Nedić, pressionando o primeiro-ministro a retirar o memorando. Apoiado por todo o gabinete, Nedić recusou-se a retirá-lo e pediu que o memorando fosse enviado a Berlim para consideração. Foi enviado, onde o alto comando alemão o ignorou. Nedić tentou novamente em setembro de 1942, desta vez ameaçando renunciar para obter maior efeito. Os alemães recusaram, mas persuadiram-no a permanecer no cargo. Mesmo assim, os oficiais alemães da Wehrmacht na Sérvia ainda consideravam Nedić leal e elogiavam-no por ser um homem confiável. 

### Relações com os Chetniks
A cooperação entre o governo fantoche sérvio e os Chetniks começou no outono de 1941, durante uma grande operação alemã no oeste da Sérvia contra os guerrilheiros. Os Chetniks queriam minimizar as baixas sérvias das represálias alemãs, derrotando os guerrilheiros, e mais tarde queriam ganhar uma base sólida no aparato militar e administrativo do regime de Nedić, para que pudessem tomar o controle do governo antes dos guerrilheiros no final da guerra . Muitos membros do governo sérvio mantiveram contato com os Chetniks, incluindo o ministro do Interior, Milan Aćimović. Mais tarde, ele serviu como elo de ligação entre os alemães e o líder chetnik, Draža Mihailović. Várias unidades Chetnik "legalizaram-se" servindo com as forças traidoras do governo fantoche sérvio, mas, ao mesmo tempo, os Chetniks também participaram em atividades contra os alemães e os seus auxiliares. As forças armadas do governo forneceram armas e outros suprimentos aos Chetniks e forneceram-lhes informações de inteligência. 
As forças Chetnik legalizadas incluíam os Pećanac Chetniks, que lutaram contra os guerrilheiros com as forças do governo sérvio a partir de agosto de 1941. Os alemães não confiavam neles. No auge de sua força, em maio de 1942, os Chetniks legalizados somavam 13.400 oficiais, suboficiais e homens. Os destacamentos de Chetnik estavam, como acontece com as outras forças sérvias, sob o comando alemão. A maioria dos destacamentos Chetnik legalizados foram dissolvidos no final de 1942, sendo o último dissolvido em março de 1943. Alguns deles aderiram ao SDS ou SDK, mas a maioria regressou aos Chetniks ilegais de Mihailović.  Os Chetniks fizeram uma série de acordos com os alemães em 1943, contornando o governo fantoche sérvio, o que resultou na perda de Nedić e do seu regime pelo apoio que lhe restava entre o povo. Muitos membros da sua administração, incluindo funcionários do governo, bem como militares e policiais, fizeram acordos secretos com os próprios Chetniks. Entre eles estavam Aćimović, o prefeito de Belgrado, Dragomir Jovanović, e o general Miodrag Damjanović da Guarda do Estado. 

### Refugiados
Uma área em que o Governo de Salvação Nacional teve sucesso foi a aceitação de refugiados sérvios que fugiram de estados vizinhos, principalmente do Estado Independente da Croácia (NDH). Os alemães transferiram alguns eslovenos para o estado sérvio quando esse território foi incorporado à Alemanha Nazista. Outras fontes de refugiados incluíram a Macedônia ocupada pela Bulgária e a província italiana de Montenegro. Franz Neuhausen, o plenipotenciário alemão para os assuntos económicos, estimou que havia cerca de 420 mil refugiados na Sérvia. O regime de Nedić criou um Comité para os Refugiados em maio de 1941 para lidar com eles, chefiado por Toma Maksimović, um antigo chefe de fábrica de Borovo. Embora o comité tenha tido dificuldades em encontrar alimentos, alojamento e outros fornecimentos suficientes para eles, os refugiados foram bem recebidos pela população sérvia. Os alimentos eram especialmente difíceis de fornecer porque os alemães os exportavam para o Reich ou para as forças alemãs na Grécia. A maioria dos refugiados saudáveis estava empregada, enquanto as crianças eram colocadas em lares diferentes ou em orfanatos.
As autoridades alemãs apontaram que as transferências de pessoas do NDH para a Sérvia aumentaram a agitação no território, devido ao facto de alguns refugiados se terem juntado aos Partisans ou aos Chetniks. O governo sérvio, e algumas autoridades alemãs, queriam repatriar alguns sérvios para os locais de onde vieram, mas isso foi negado pela administração militar, devido às dificuldades que estariam presentes para eles no NDH. 

### Últimos dias do regime
Quando a maré virou contra a Alemanha durante a guerra, a administração ocupacional alemã procurou aliar todas as forças anticomunistas para lutar contra os guerrilheiros, incluindo os Chetniks de Mihailović. Hermann Neubacher foi nomeado enviado especial do Ministério das Relações Exteriores alemão em Belgrado em 1943. Anteriormente, trabalhou na Romênia e na Grécia e procurou melhorar a posição militar alemã na região, aumentando o poder do regime de Nedić. Ele planejava formar uma "Grande Federação Sérvia", que incluiria a Sérvia e Montenegro. Ele também tentou restringir a autoridade dos militares alemães na Sérvia, devolver o comando da SDS a Nedić e reabrir a Universidade de Belgrado. Nenhuma de suas ideias se concretizou, pelo fato de não terem apoio do ministro das Relações Exteriores Joachim von Ribbentrop, nem de mais ninguém do governo alemão. O próprio Hitler não desejava fortalecer o governo fantoche, pois pensava que não era confiável. À medida que o poder de Nedić diminuía ainda mais, mais membros do seu governo começaram a trabalhar para os Chetniks. 
O trabalho dos alemães com os chetniks irritou Nedić, que escreveu uma lista de nove páginas de reclamações aos alemães em 22 de fevereiro de 1944. A lista incluía queixas de que os alemães estavam agora a dar a Mihailović mais poder do que ele tinha. Nedić criticou o grande peso dos custos de ocupação e da interferência alemã, mesmo nos níveis mais baixos da sua administração, e o facto de nenhuma das suas propostas para melhorar a situação ter sido aceite. Depois disso, o Comandante Militar na Sérvia (Hans Felber, que substituiu Bader em 1943) pediu a Nedić a sua opinião sobre uma mudança de política em relação aos Chetniks, mas esta também foi ignorada. Apenas uma das mudanças políticas de Neubacher foi bem sucedida, a flexibilização das represálias contra a população sérvia por parte das forças alemãs. 
Nedić e Mihailović reuniram-se em 20 de agosto de 1944 para discutir a situação na Sérvia e como deveriam responder a ela. Os dois concordaram que precisavam de mais armas dos alemães para os Chetniks e a SDS combaterem os guerrilheiros, e conseguiram convencer o Generalfeldmarschall Maximilian von Weichs, o comandante-em-chefe alemão do sudeste da Europa, a tentar fornecer-lhes mais armas. armas. No final das contas, eles obtiveram muito pouco equipamento adicional. No final de agosto de 1944, os guerrilheiros iniciaram uma ofensiva contra os alemães e as forças sérvias anticomunistas, e os Aliados começaram a enviar suprimentos para a Sérvia. Também bombardearam linhas de comunicação, numa tentativa de impossibilitar a ligação das forças alemãs na Grécia com as da Sérvia. Os Chetniks foram forçados a sair do país no final de setembro e as operações soviéticas começaram no início de outubro no leste. As forças alemãs e as tropas sérvias do SDS foram forçadas a retirar-se sob a pressão de múltiplos ataques. 

### Pós-guerra
Belgrado foi libertada pelos guerrilheiros e pelas forças soviéticas na Ofensiva de Belgrado, que terminou em 20 de outubro de 1944. Nedić e o que restou do seu governo fugiram do país na primeira semana de outubro para a Áustria, dissolvendo o regime. O comando do SDS foi transferido para o General Damjanović, que deu o comando a Mihailović, embora tenham sido separados em janeiro de 1945 na Bósnia. Ele e os outros colaboradores foram entregues pelos britânicos às autoridades comunistas iugoslavas no início de 1946. No início de fevereiro daquele ano, foi relatado que Nedić cometeu suicídio ao cair de uma janela em um hospital de Belgrado. 

## Guarda Estatal Sérvia
O Governo de Salvação Nacional fundou uma força paramilitar colaboracionista, a Guarda Estatal Sérvia (Srpska državna straža ou SDS, Српска државна стража). Foi formado a partir dos antigos regimentos da gendarmaria iugoslava e foi criado com a aprovação das autoridades militares alemãs. Nedić inicialmente tinha o controle sobre ele como comandante-chefe, mas a partir de 1942 o SS Superior e o Líder da Polícia assumiram o comando.  O SDS também era conhecido como Nedićevci em homenagem a Milan Nedić, o primeiro-ministro do Governo de Salvação Nacional, que acabou ganhando o controle de suas operações. A Guarda Estatal Sérvia contava inicialmente com 13.400 homens.  A Guarda estava dividida em três secções: a polícia urbana, as forças rurais e a guarda de fronteira. No final de 1943, a Guarda contava com 36.716 homens. 
Em outubro de 1944, quando o Exército Vermelho se aproximou de Belgrado, o SDS foi transferido para o controle de Mihailović por um membro da administração Nedić em fuga,  momento em que fugiu para o norte e lutou brevemente sob o comando alemão na Eslovênia antes de ser capturado pelo Britânicos perto da fronteira entre a Itália e a Iugoslávia em maio de 1945. 
A SDS foi equipada com armas e munições capturadas pelos alemães de toda a Europa, e foi organizada como uma força em grande parte estática dividida em cinco regiões (oblasts): Belgrado, Kraljevo, Niš, Valjevo e Zaječar, com um batalhão por região. Cada região foi dividida em três distritos (okrugs), cada um dos quais incluía uma ou mais companhias SDS.  Uma força independente conhecida como Guarda do Estado de Banat operava na região do Banato, que contava com menos de mil homens. 

### Formações auxiliares
Além da Guarda do Estado, várias outras formações lutaram na Sérvia ao lado dos alemães. Estes incluíam o Corpo de Voluntários Sérvios, formado em setembro de 1941 pelos Destacamentos de Voluntários Sérvios, sob o comando de Dimitrije Ljotić, um membro do Movimento Nacional Iugoslavo fascista. A organização foi dividida em dezenove destacamentos e, após ser renomeada como Corpo de Voluntários Sérvios, recebeu uma nova estrutura que incluía companhias, batalhões e regimentos. Consistia em cerca de 12.000 membros e incluía cerca de 150 croatas. Foi a única formação colaboracionista sérvia em que os alemães confiavam e foi elogiada pelos comandantes alemães pela sua coragem em ação. 
Houve também um grupo de Chetniks, os Pećanac Chetniks, que se "legalizaram" e lutaram pelos alemães e pelo governo fantoche até serem desarmados em 1943.  Também foi formada uma força de voluntários Russos Brancos, o Corpo de Proteção Russo. Consistia em emigrantes brancos que viviam na Sérvia e que queriam lutar contra os guerrilheiros comunistas e incluía cerca de 300 prisioneiros de guerra soviéticos. 

## Divisões administrativas

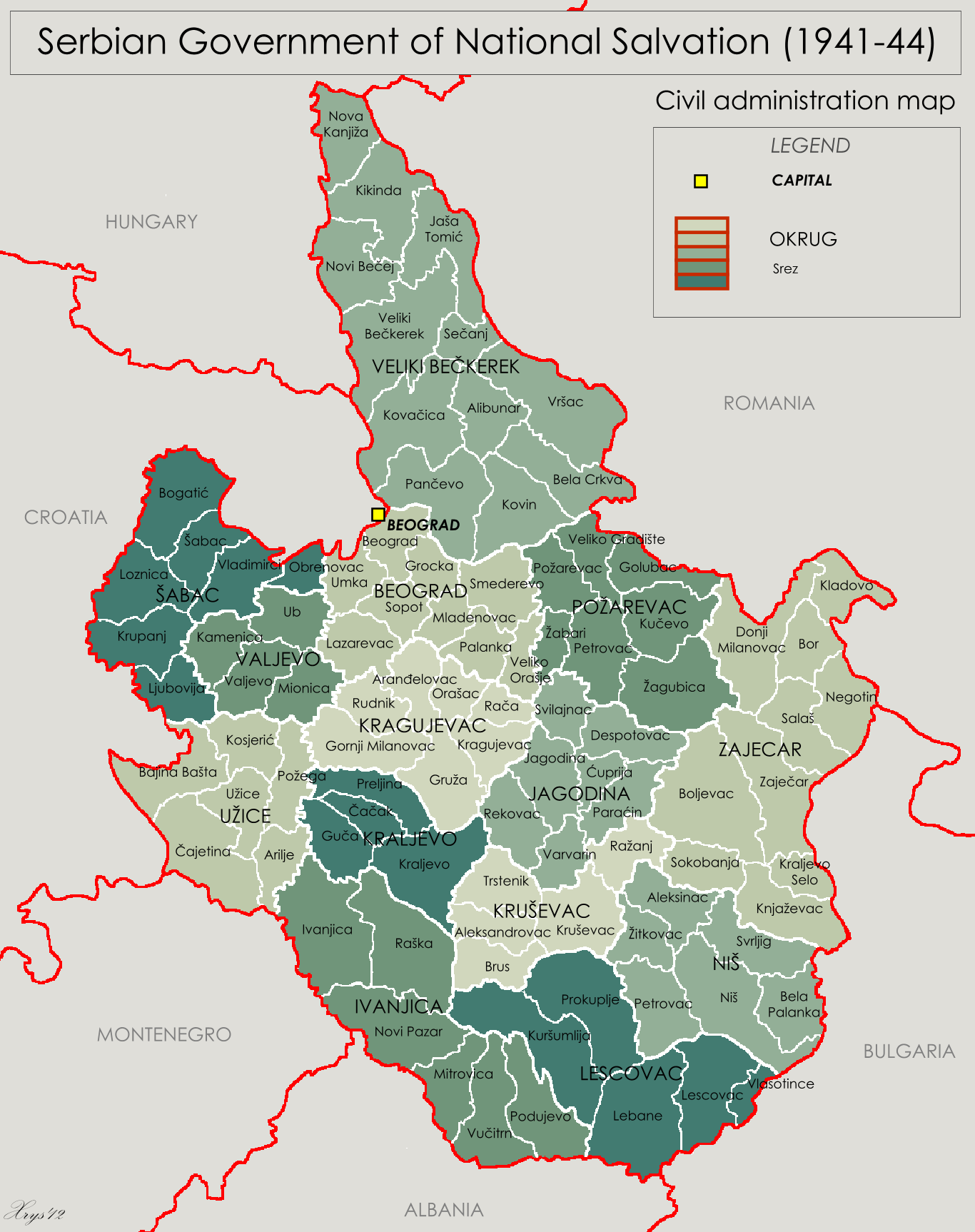
Subdivisões administrativas instituídas pelo Governo de Salvação Nacional.

As fronteiras da Sérvia incorporaram inicialmente partes do território de cinco das banovinas do pré-guerra. 
Em outubro de 1941, os alemães ordenaram ao governo Nedić que reorganizasse o território, pois a estrutura existente não era adequada e não atendia aos requisitos militares. Por meio de uma ordem emitida em 4 de dezembro de 1941, o comandante militar alemão ajustou a estrutura administrativo-militar para se adequar às exigências alemãs.  Como resultado, o distrito (em sérvio:  okrug) a subdivisão (que existia no Reino dos Sérvios, Croatas e Eslovenos antes da formação das banovinas) foi restaurada. O governo Nedić emitiu um decreto em 23 de dezembro de 1941 pelo qual a Sérvia foi dividida em 14 distritos (em sérvio:  okruzi) e 101 municípios (em sérvio:  srezovi).  O distrito de Veliki Bečkerek (também conhecido como Banato) era teoricamente parte da Sérvia, mas tornou-se um distrito autônomo, administrado por membros da população local de etnia alemã.  Em 27 de dezembro de 1941, os chefes dos distritos foram nomeados e reuniram-se com Milan Nedić, Milan Aćimović, Tanasije Dinić e Cvetan Đorđević.
| Condado                    | Distritos |
| -------------------------- | --- |
| Condado de Belgrado        | Belgrado, Grocka, Lazarevac, Mladenovac, Palanka, Smederevo, Sopot, Umka, Veliko Orašje                                       |
| Condado de Ivanjica        | Istok, Ivanjica, Podujevo, Mitrovica, Novi Pazar, Raška, Srbica, Vučitrn                                                      |
| Condado de Kragujevac      | Aranđelovac, Gornji Milanovac Gruža, Kragujevac, Orašac, Rača, Rudnik                                                         |
| Condado de Kraljevo        | Čačak, Guča, Kraljevo, Preljina                                                                                               |
| Condado de Kruševac        | Aleksandrovac, Brus, Kruševac, Ražanj, Trstenik                                                                               |
| Condado de Jagodina        | Ćuprija, Despotovac, Jagodina, Paraćin, Rekovac, Svilajnac, Varvarin                                                          |
| Condado de Leskovac        | Kuršumlija, Líbano, Leskovac, Prokuplje, Vladičin Han, Vlasotince                                                             |
| Condado de Nis             | Aleksinac, Bela Palanka, Lužnica, Niš, Petrovac, Svrljig, Žitkovac                                                            |
| Condado de Požarevac       | Golubac, Kučevo, Petrovac, Požarevac, Veliko Gradište, Žabari, Žagubica                                                       |
| Condado de Šabac           | Bogatić, Krupanj, Ljubovija, Loznica, Obrenovac, Šabac, Vladimirci                                                            |
| Condado de Užice           | Arilje, Bajina Bašta, Čajetina, Kosjerić, Požega, Užice                                                                       |
| Condado de Valjevo         | Kamenica, Mionica, Valjevo, Ub                                                                                                |
| Condado de Veliki Bečkerek | Alibunar, Bela Crkva, Jaša Tomić, Kikinda, Kovačica, Kovin, Nova Kanjiža, Novi Bečej, Pančevo, Sečanj, Veliki Bečkerek, Vršac |
| Condado de Zaječar         | Boljevac, Bor, Brza Palanka, Donji Milanovac, Kladovo, Knjaževac, Kraljevo Selo, Negotin, Salaš, Sokobanja, Zaječar           |

## Perseguição racial

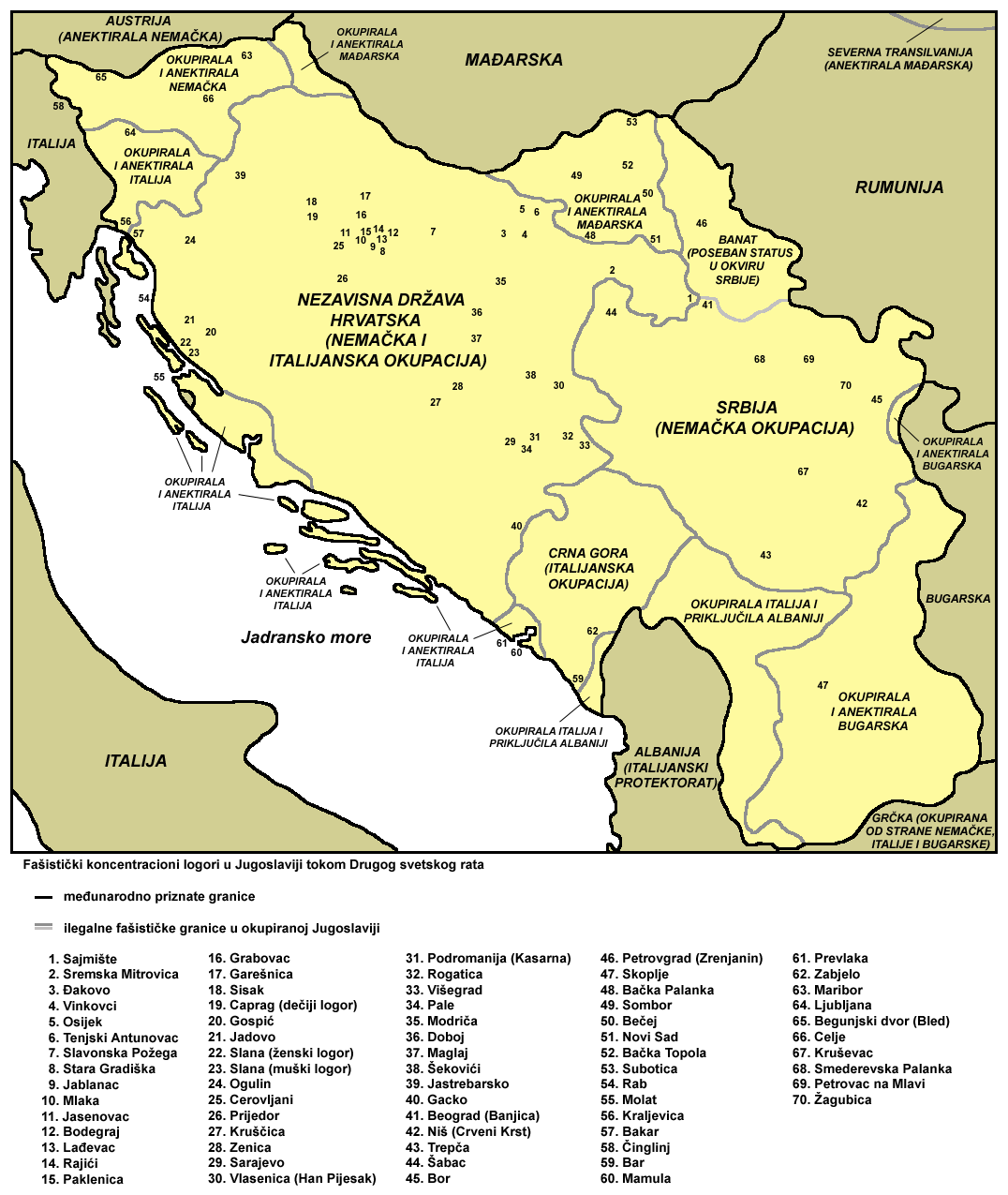
Campos de concentração fascistas na Iugoslávia durante a Segunda Guerra Mundial

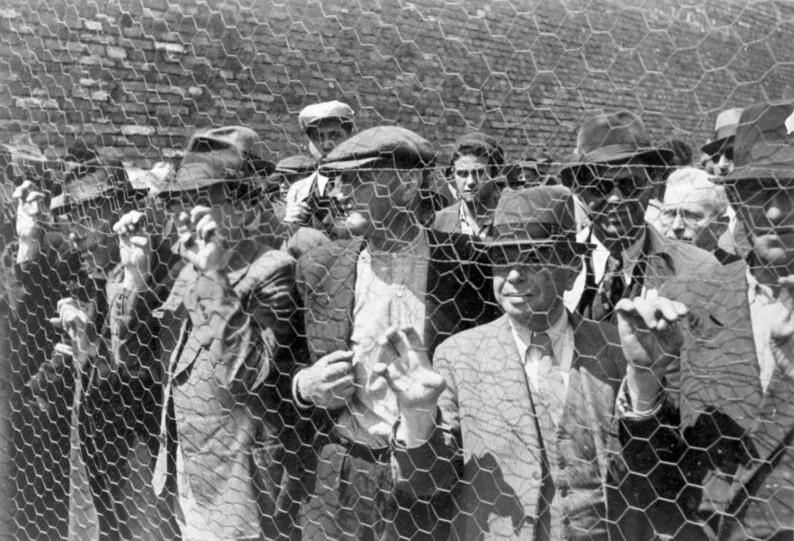
Judeus detidos em Belgrado, abril de 1941

Leis raciais foram introduzidas em todos os territórios ocupados com efeitos imediatos sobre os judeus e os ciganos, além de causarem a prisão daqueles que se opunham ao nazismo. Vários campos de concentração foram formados na Sérvia e na Exposição Antimaçom de 1942 em Belgrado a cidade foi declarada livre de judeus (Judenfrei). Em 1º de abril de 1942, foi formada uma Gestapo Sérvia. Estima-se que 120 mil pessoas foram internadas em campos de concentração administrados pelos nazistas no território ocupado entre 1941 e 1944. 50.000  a 80.000 foram mortos durante este período.  O Campo de Concentração de Banjica era administrado conjuntamente pelo Exército Alemão e pelo regime de Nedic.  A Sérvia se tornou o segundo país da Europa, depois da Estônia,   a ser proclamado Judenfrei (livre de judeus).      Aproximadamente 14.500 judeus sérvios – 90 por cento da população judaica da Sérvia de 16.000 habitantes – foram assassinados na Segunda Guerra Mundial. 
As forças de formações armadas colaboracionistas estiveram envolvidas, direta ou indiretamente, nos assassinatos em massa de judeus, ciganos e dos sérvios que se aliaram a qualquer resistência anti-alemã ou eram suspeitos de serem membros dela.  Estas forças também foram responsáveis pela morte de muitos croatas e muçulmanos;  alguns croatas que se refugiaram no território ocupado não foram discriminados.  Após a guerra, o envolvimento sérvio em muitos destes eventos e a questão da colaboração sérvia foram sujeitos ao revisionismo histórico por parte dos líderes sérvios.  
Foram os seguintes os campos de concentração estabelecidos no território ocupado:
- Campo de concentração de Banjica (Belgrado)
- Campo de concentração de Crveni krst (Niš)
- Campo de concentração de Topovske Šupe (Belgrado)
- Campo de concentração de Šabac

## Ministros
Presidente do Conselho de Ministros
| # | Retrato | Nome (Nascimento-Morte) | Mandato              | Mandato              | Notas                                                                                     |
| 1 |         | Milan Nedic (1878–1946) | 29 de agosto de 1941 | 4 de outubro de 1944 | Após a guerra, foi capturado e morreu após cair de uma janela em um hospital de Belgrado. |
| - | ------- | ----------------------- | -------------------- | -------------------- | ----------------------------------------------------------------------------------------- |

Ministro da Administração Interna
| # | Retrato | Nome (Nascimento-Morte)    | Mandato                | Mandato                | Notas                                                                                     |
| 1 |         | Milan Aćimović (1898–1945) | 29 de agosto de 1941   | 10 de novembro de 1942 | Morto por guerrilheiros iugoslavos em maio de 1945.                                       |
| 2 |         | Tanasije Dinić (1891–1946) | 10 de novembro de 1942 | 5 de novembro de 1943  | Foi capturado pelas autoridades iugoslavas após a guerra e executado.                     |
| 3 |         | Milan Nedic (1878–1946)    | 5 de novembro de 1943  | 4 de outubro de 1944   | Foi presidente do Conselho e Ministro do Interior simultaneamente desde novembro de 1943. |
| - | ------- | -------------------------- | ---------------------- | ---------------------- | ----------------------------------------------------------------------------------------- |

Ministro da Construção
| # | Retrato | Nome (Nascimento-Morte)       | Mandato              | Mandato              | Notas                                                                |
| 1 |         | Ognjen Kuzmanović (1895–1967) | 29 de agosto de 1941 | 4 de outubro de 1944 | Após a queda do Governo foi para a Alemanha onde viveu até sua morte |
| - | ------- | ----------------------------- | -------------------- | -------------------- | -------------------------------------------------------------------- |

Ministro dos Assuntos Postais e Telégrafos
| # | Retrato | Nome (Nascimento-Morte)  | Mandato              | Mandato              | Notas                                          |
| 1 |         | Josif Kostic (1877–1960) | 29 de agosto de 1941 | 4 de outubro de 1944 | Sobreviveu à guerra e morreu na Suíça em 1960. |
| - | ------- | ------------------------ | -------------------- | -------------------- | ---------------------------------------------- |

Ministro do Conselho da Presidência
| # | Retrato | Nome (Nascimento-Morte)      | Mandato              | Mandato              | Notas                                                                                         |
| 1 |         | Momcilo Janković (1883–1944) | 29 de agosto de 1941 | 5 de outubro de 1941 | Deixou o governo após desentendimentos com outros ministros, executado por partisans em 1944. |
| - | ------- | ---------------------------- | -------------------- | -------------------- | --------------------------------------------------------------------------------------------- |

Ministro da Educação
| # | Retrato | Nome (Nascimento-Morte)    | Mandato              | Mandato              | Notas                                                                 |
| 1 |         | Miloš Trivunac (1876–1944) | 29 de agosto de 1941 | 7 de outubro de 1941 | Executado por guerrilheiros em 1944.                                  |
| 2 |         | Velibor Jonić (1892–1946)  | 7 de outubro de 1941 | 4 de outubro de 1944 | Foi capturado pelas autoridades iugoslavas após a guerra e executado. |
| - | ------- | -------------------------- | -------------------- | -------------------- | --------------------------------------------------------------------- |

Ministro das Finanças
| # | Retrato | Nome (Nascimento-Morte)      | Mandato                 | Mandato                 | Notas |
| 1 |         | Dusan Letica (1884–1945)     | 29 de agosto de 1941    | 26 de outubro de 1943   | Deixou o governo em 1943, foi capturado em Hamburgo pelos soviéticos e extraditado para a Iugoslávia em julho de 1945, sendo executado após a guerra. Sobreviveu uma tentativa de assassinato em Belgrado em 4 de agosto de 1942 por um grupo de partisans iugoslavos |
| 2 |         | Ljubiša M. Bojić (1912–1980) | 26 de outubro de 1943   | 22 de fevereiro de 1944 | Logo deixou o governo em 1944 e foi executado pelo comunista iugoslavo no verão de 1980. |
| 3 |         | Dušan Đorđević (1880–1969)   | 22 de fevereiro de 1944 | 4 de outubro de 1944    | Sobreviveu à guerra e morreu na Áustria em 1969 |
| - | ------- | ---------------------------- | ----------------------- | ----------------------- | --- |

Ministro do Trabalho
| # | Retrato | Nome (Nascimento-Morte)   | Mandato              | Mandato                | Notas |
| 1 |         | Panta Draškić (1881–1957) | 29 de agosto de 1941 | 10 de novembro de 1942 | Serviu na prisão após a guerra na Iugoslávia e tem a distinção de ser o único membro do regime de Nedić que permaneceu no país que não foi executado. |
| - | ------- | ------------------------- | -------------------- | ---------------------- | --- |

Ministro da Justiça
| # | Retrato | Nome (Nascimento-Morte)        | Mandato                | Mandato                | Notas |
| 1 |         | Cedomir Marjanović (1906–1945) | 29 de agosto de 1941   | 10 de novembro de 1942 | Foi capturado pelos americanos em Viena, Áustria, entregue às autoridades iugoslavas e executado após a guerra. |
| 2 |         | Bogoljub Kujundžić (1887–1949) | 10 de novembro de 1942 | 4 de outubro de 1944   | Sobreviveu à guerra e morreu em 1949.                                                                           |
| - | ------- | ------------------------------ | ---------------------- | ---------------------- | --- |

Ministro da Política Social e Saúde Pública
| # | Retrato | Nome (Nascimento-Morte)      | Mandato               | Mandato               | Notas                                                                                          |
| 1 |         | Jovan Mijušković (1886–1944) | 29 de agosto de 1941  | 26 de outubro de 1943 | Foi capturado por guerrilheiros iugoslavos e executado em 1944.                                |
| 2 |         | Stojimir Dobrosavljević      | 26 de outubro de 1943 | 6 de novembro de 1943 | Deixou o governo em 1943 e foi executado após a guerra                                         |
| 3 |         | Tanasije Dinić (1891–1946)   | 6 de novembro de 1943 | 4 de outubro de 1944  | Capturado pelas autoridades iugoslavas após a guerra e executado pelas autoridades iugoslavas. |
| - | ------- | ---------------------------- | --------------------- | --------------------- | ---------------------------------------------------------------------------------------------- |

Ministro da Agricultura
| # | Retrato | Nome (Nascimento-Morte)         | Mandato                | Mandato                | Notas                                                                 |
| 1 |         | Miloš Radosavljević (1889–1969) | 29 de agosto de 1941   | 10 de novembro de 1942 | Escapou de Belgrado, sobreviveu à guerra e morreu na Bulgária em 1969 |
| 2 |         | Radosav Veselinović (1904–1945) | 10 de novembro de 1942 | 4 de outubro de 1944   | Capturado após a guerra e executado                                   |
| - | ------- | ------------------------------- | ---------------------- | ---------------------- | --------------------------------------------------------------------- |

Ministro da Economia Popular
| # | Retrato | Nome (Nascimento-Morte)         | Mandato                | Mandato               | Notas                                                |
| 1 |         | Mihailo Olcan (1894–1961)       | 29 de agosto de 1941   | 11 de outubro de 1942 | Escapou após a guerra e morreu na Austrália em 1961. |
| 2 |         | Milorad Nedeljković (1883–1961) | 10 de novembro de 1942 | 4 de outubro de 1944  | Escapou após a guerra e morreu na França em 1961.    |
| - | ------- | ------------------------------- | ---------------------- | --------------------- | ---------------------------------------------------- |

Ministro dos Transportes
| # | Retrato | Nome (Nascimento-Morte) | Mandato              | Mandato                | Notas                                                           |
| 1 |         | Đura Dokić              | 7 de outubro de 1941 | 10 de novembro de 1942 | Foi julgado e condenado à morte no Processo de Belgrado de 1946 |
| - | ------- | ----------------------- | -------------------- | ---------------------- | --------------------------------------------------------------- |

## Educação
Sob o comando do ministro Velibor Jonić, o governo abandonou o sistema de ensino fundamental de oito anos adotado no Reino da Iugoslávia e mudou para um programa de quatro anos. Um novo currículo foi introduzido: 
| Assunto                | Grau I | Grau II | Grau III | Grau IV |
| ---------------------- | ------ | ------- | -------- | ------- |
| Educação Religiosa     | 1      | 1       | 2        | 2       |
| Língua Sérvia          | 11     | 11      | 7        | 7       |
| Pátria e História      | -      | -       | 4        | 6       |
| Natureza               | -      | -       | 5        | 5       |
| Matemática e Geometria | 5      | 5       | 4        | 4       |
| Canto                  | 1      | 1       | 2        | 2       |
| Educação Física        | 2      | 2       | 2        | 2       |
| Horas                  | 20     | 20      | 26       | 28      |

#### Livros
- Benz, Wolfgang (1999). The Holocaust: A German Historian Examines the Genocide. New York: Columbia University Press. ISBN 978-0-231-11215-4
- Bond, Brian; Roy, Ian (1977). War and society: a yearbook of military history, Volume 2. [S.l.]: Taylor & Francis. ISBN 978-0-85664-404-7
- Byford, Jovan (2012). «Willing Bystanders: Dimitrije Ljotić, "Shield Collaboration" and the Destruction of Serbia's Jews». In:  Haynes, Rebecca; Rady, Martyn. In the Shadow of Hitler: Personalities of the Right in Central and Eastern Europe. London: I.B.Tauris. ISBN 978-1-84511-697-2
- Cohen, Philip J. (1996). Serbia's Secret War: Propaganda and the Deceit of History. College Station, Texas: Texas A&M University Press. ISBN 0-89096-760-1
- Cox, John (2002). The History of Serbia. Col: The Greenwood Histories of the Modern Nations. Westport: Greenwood Publishing Group. ISBN 978-0-313-31290-8
- Deroc, Milan (1988). British Special Operations explored: Yugoslavia in turmoil, 1941-1943, and the British response Volume 242 of East European monographs. [S.l.]: East European Monographs, University of Michigan. ISBN 978-0-88033-139-5
- Gutman, Israel (1995). Encyclopedia of the Holocaust. 2. New York: Macmillan Publishing. ISBN 9780028645278
- Boško N. Kostić, Za istoriju naših dana, Lille, France, 1949
- Manoschek, Walter (1995). "Serbien ist judenfrei": Militarische Besatzungspolitik und Judenvernichtung in Serbien 1941/42 (em alemão) 2nd ed. Munich: Oldenbourg Verlag. ISBN 9783486561371
- Olivera Milosavljević, Potisnuta istina - Kolaboracija u Srbiji 1941–1944, Beograd, 2006
- Pavlowitch, Stevan K. (2002). Serbia: The History behind the Name. London: Hurst & Company. ISBN 9781850654773
- Ramet, Sabrina P.; Lazić, Sladjana (2011), «The Collaborationist Regime of Milan Nedić», in:  Ramet, Sabrina P.; Listhaug, Ola, Serbia and the Serbs in World War Two, ISBN 978-0-23027-830-1, London: Palgrave Macmillan, pp. 17–43
- Tasovac, Ivo (1999). American Foreign Policy and Yugoslavia, 1939–1941. College Station, Texas: Texas A&M University Press. ISBN 978-0-89096-897-0
- Thomas, Nigel; Mikulan, Krunoslav (1995). Axis Forces in Yugoslavia 1941–45. New York: Osprey Publishing. ISBN 978-1-85532-473-2
- Tomasevich, Jozo (2001). War and Revolution in Yugoslavia, 1941-1945: Occupation and Collaboration. 2. San Francisco: Stanford University Press. ISBN 0-8047-3615-4
- Udovički, Jasminka; Ridgeway, James (1997). Burn This House: The Making and Unmaking of Yugoslavia. [S.l.]: Duke University Press. ISBN 0-8223-1997-7
- United Kingdom Naval Intelligence Division (1944). Jugoslavia: History, peoples, and administration. Michigan: University of Michigan
- Weitz, Eric D. (2009). A Century of Genocide: Utopias of Race and Nation. Princeton, New Jersey: Princeton University Press. ISBN 978-1-40082-550-9

#### Jornais
- Brborić, Ivan (2010). «Ministarski savet Milana Nedića decembar 1941 - novembar 1942». Istorija 20. Veka. 28 (3). pp. 169–180
- Hehn, Paul N. (1971). «Serbia, Croatia and Germany 1941-1945: Civil War and Revolution in the Balkans». University of Alberta. Canadian Slavonic Papers. 13 (4): 344–373. doi:10.1080/00085006.1971.11091249. Consultado em 8 Abr 2012
- Koljanin, Dragica (2010). «U službi 'Novog poretka' - osnovno školstvo i udžbenici istorije u Srbiji (1941-1944)». Istraživanja. 21. pp. 395–415
- Portmann, Michael; Suppan, Arnold (2006). «Serbien und Montenegro im Zweiten Weltkrieg (1941 – 1944/45)». Zeitschrift für Mittel-, Ost- und Südosteuropaforschung. Österreichische Osthefte (em alemão). 47: 265–296. ISSN 0029-9375